# Ruta 13 (Paraguay)
La Ruta Nacional PY13 es una ruta del Paraguay que se extiende desde Paso Yobái hasta la frontera brasileña, en Ypejhú. Su extensión es de aproximadamente 246 km. Esta ruta lleva hasta la Reserva de biosfera del Bosque Mbaracayú, en la frontera con Paranhos, Mato Grosso del Sur, Brasil.

## Ciudades que atraviesa
Las ciudades y pueblos por las que atraviesa de sur a norte son:
| Kilómetro | Localidad                 | Departamento | Empalme      |
| --------- | ------------------------- | ------------ | ------------ |
| 0         | Paso Yobái                | Guairá       | PY10         |
| 29        | Repatriación              | Caaguazú     |              |
| 40        | Caaguazú                  | Caaguazú     | PY02         |
| 89        | Yhú                       | Caaguazú     | PY21 (Oeste) |
| 100       | Vaquería                  | Caaguazú     | PY21 (Este)  |
| 166       | Curuguaty                 | Canindeyú    | PY03         |
| 180       | Villa Ygatimí             | Canindeyú    |              |
| 246       | Ypejhú (Frontera con BRA) | Canindeyú    | PY17         |

## Largo
| Departamento | km  |  |  |
|              |     |  |  |
| Guairá       | 21  |  |  |
| Caaguazú     | 107 |  |  |
| Canindeyú    | 118 |  |  |
|              |     |  |  |
| Total        | 246 |  |  |

| Paraguay | Rutas Nacionales de Paraguay (recategorización por el M.O.P.C desde 2019) |  |
| --- | ------------------------------------------------------------------------- |  |
| PY01 - PY02 - PY03 - PY04 - PY05 - PY06 - PY07 - PY08 - PY09 - PY10 - PY11 PY12 - PY13 - PY14 - PY15 - PY16 - PY17 - PY18 - PY19 - PY20 - PY21 - PY22 |                                                                           |  |

- Datos: Q85877290